# Fernando Abril-Martorell
Fernando Abril-Martorell Hernández (Segovia, 1962) es un ejecutivo español. Fue el presidente de Indra Sistemas desde 2015 hasta mayo de 2021 Indra.
Fue nombrado uno de los 100 mejores CEO de España en 2024 por Forbes por su gestión en Urbaser.

## Biografía
Licenciado en Derecho y Administración de Empresas por ICADE. 
Entre sus cargos anteriores a su nombramiento como presidente de Indra, fue consejero delegado de Credit Suisse para España y Portugal, managing director y tesorero de JP Morgan en España, consejero delegado de Telefónica (2000-2003) y consejero delegado del Grupo Prisa (2012-2014), y presidente de Indra (2015-2021).
Desde finales de 2021 es el consejero delegado de Urbaser.